# オランダ沿岸警備隊
オランダ沿岸警備隊(Nederlandse Kustwacht)は、オランダにおける沿岸警備隊組織。1987年に発足した。

## 概要
オランダの排他的経済水域内（主に北海）における救難、海上交通整理、航法支援、漁業監視、環境保護、治安維持などを任務とする。1987年2月に6省庁（交通・公共事業省、国防省、司法省、財務省、農産資源管理省、内務省）の業務分担を調整することにより発足した。当初は、6省庁の共管であったが、効率的な運営が行えなかったことから、1994年にオランダ海軍の傘下に移し、機材や権限の整理統合を行うこととなった。これは1995年に行われ、本部もデン・ヘルダーの海軍基地内に移動した。運営は文民によって行われている。
機材としては、巡視船のほか、ドルニエ 228などの固定翼機、ヘリコプターを有している。巡視船にはオレンジと青の帯による塗装がなされている。